# Мульханов, Павел Михайлович
Павел Михайлович Мульханов (15 [28] июля 1857 — 3 мая 1942, Париж) — русский архитектор-строитель, гражданский инженер. Создал около 80 зданий в Санкт-Петербурге, 47 из них на Петроградской стороне. Кавалер ордена св. Станислава 3-й степени.
В 1893 году получил звание техника. Учился в Академии Художеств.
С 1907 — почётный старшина при Санкт-Петербургском совете детских приютов.
Дети от первого брака — сын Михаил (1888—?) и дочь Евгения (1895—1990-е). Вторым браком был женат на Марии Фёдоровне Петровой из Плёса.
После Октябрьской революции жил и работал во Франции (в Ницце, затем в Париже). Скончался 3 мая 1942 в Париже (по другим сведениям — 8 мая). Похоронен на кладбище Сент-Женевьев-де-Буа.

## Проекты
- Князь-Владимирская церковь в Лисьем Носу.
- Улица Яблочкова, 12, двор — производственное здание электромеханического завода «Н. К. Гейслер и К°». 1896. (Надстроено).
- Большая Зеленина улица, 41/Левашовский проспект, 28 — доходный дом. 1896.
- Сытнинская улица, 14 — доходный дом. 1896 (надстроен).
- Рыбацкая улица, 4 — доходный дом. 1896 (надстроен).
- Конная улица, 24 — доходный дом. Перестройка. 1896.
- Гончарная улица, 11 — доходный дом. 1896—1897. (Надстроен).
- Большой Сампсониевский проспект, 50 — доходный дом. 1897.
- Бронницкая улица, 16, правая часть — Клинский проспект, 17, левая часть — доходный дом. 1897 (надстроен).
- Улица Подковырова, 20 — особняк О. В. Ивановой. Изменение фасада. 1898 (надстроен).
- Невский проспект, 162 — доходный дом. Перестройка. 1898—1899.
- Набережная Обводного канала, 82 — доходный дом. 1898—1899.
- Улица Чапаева, 10/улица Котовского, 1, правая часть — доходный дом. 1898—1899.
- Каменноостровский проспект, 10-12, двор — здание театра («Ледяной дворец») в саду «Аквариум» Г. А. Александрова. Расширение и реконструкция. 1898, 1912 (перестроен).
- Рыбацкая улица, 6-8 — Ропшинская улица, 11 — доходные дома. 1899 (надстроены и расширены).
- Большой проспект Петроградской стороны, 90 — доходный дом. 1899.

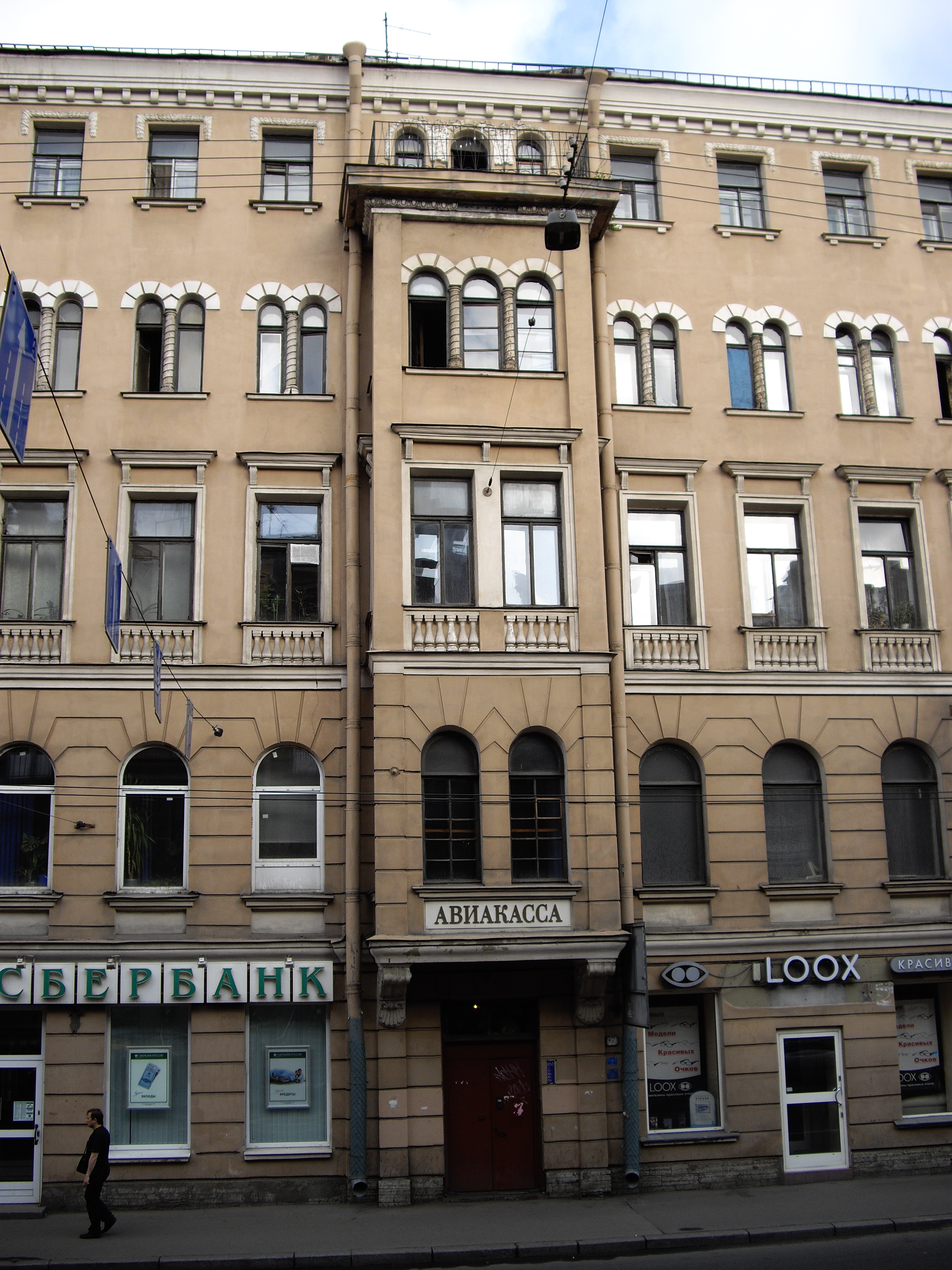
Большой проспект П. С., дом 90

- Зверинская улица, 17а — доходный дом. 1899.
- Кузнечный переулок, 19-21, правая часть — доходный дом. 1899.
- Кирочная улица, 29/улица Радищева, 46 — доходный дом. Перестройка. 1899.
- Набережная Смоленки, 10, левая часть — доходный дом. Надстройка. 1899 (надстроен).
- 9-я Красноармейская улица, 8 — доходный дом. Надстройка и расширение. 1899—1900.
- Английский проспект, 29/улица Союза Печатников, 28 — доходный дом. Перестройка и расширение. 1899—1901.
- Лесной проспект, 6/улица Комиссара Смирнова, 7 — доходный дом. 1900.
- Рыбацкая улица, 12 — доходный дом. 1900.
- Большая Зеленина улица, 44/набережная Адмирала Лазарева, 2 — доходный дом. 1900. Включён существовавший дом.
- Дегтярная улица, 12 — доходный дом. 1900.
- Малый проспект Петроградской стороны,17/Пионерская улица, 9 — доходный дом. 1900. Включён существовавший дом.
- Лесной проспект, 9 — доходный дом. 1900—1901.
- Большой проспект Петроградской стороны, 33а — доходный дом. 1900—1901.
- Суворовский проспект, 53 — доходный дом. 1901.
- Дегтярная улица, 39-41 — 10-я Советская улица, 1 — доходный дом. 1901.
- Ярославская улица,1/Дегтярный переулок, 26 — доходный дом. 1901.
- Проспект Добролюбова, 7 — доходный дом. 1901.
- Улица Подковырова, 15-17, левая часть — доходный дом. 1901.
- Зверинская улица, 4 — доходный дом. 1901.
- Зверинская улица, 7-9 — доходный дом. 1901.
- Красносельская улица, 14 — доходный дом. 1901. (Надстроен).
- Гатчинская улица, 13 — доходный дом. 1901.
- Малый проспект Петроградской стороны, 55 — доходный дом. 1901. (Надстроен).
- Бронницкая улица, 32 — доходный дом. 1901.
- Улица Радищева, 5-7 — доходный дом. Расширение. 1901.
- Кронверкская улица, 5 — торговые ряды Г. А. Александрова. 1901. (Не сохранились).
- Улица Мира, 5 — «Русский базар» Г. А. Александрова. 1900-е.
- Сытнинская улица,3/Саблинская улица, 13-15/Вытегорский переулок, 1-3 — доходный дом. 1901—1902.
- 9-я линия, 56 — доходный дом. 1901—1902.
- Введенская улица, 17 — доходный дом. 1901—1902.
- Большой проспект Петроградской стороны, 46/Ораниенбаумская улица, 1 — доходный дом. 1901, 1905.
- Чкаловский проспект, 14/Большая Разночинная улица, 15 — доходный дом. 1902—1903.
- Газовая улица, 4 — доходный дом. 1902—1903.
- Каменноостровский проспект, 12, двор, правая часть — доходный дом. 1903.
- Набережная реки Фонтанки, 185; перестройка — улица Лабутина, 36, правая часть — доходный дом. 1903.
- Введенская улица, 19/улица Лизы Чайкиной, 24 — Доходный дом П. Н. Парусова. 1903.
- Улица Подковырова, 8, левая часть — доходный дом. 1903. (Надстроен).
- Улица Воскова, 26, двор — улица Кропоткина, 12-14, левая часть — доходный дом. 1903.
- Набережная канала Грибоедова, 68 — доходный дом. Перестройка. 1903. (Надстроен).
- Каменноостровский проспект, 31-33/улица Льва Толстого, 1 — доходный дом В. М. Корзинина (1903—1904).
- Лахтинская улица, 30 — доходный дом. 1903—1904.
- Улица Блохина,6 / Провиантская улица, 3 — доходный дом. 1903—1904.
- Каменноостровский проспект, 12, двор — здание Петербургского центрального рынка Г. А. Александрова. 1903—1904. Железный крытый рынок — 1908 (не сохранился).
- Большой проспект Петроградской стороны, 63 — доходный дом. 1904.
- Набережная канала Грибоедова, 136 — доходный дом. Перестройка. 1904.
- Малый проспект Петроградской стороны,33/Ропшинская улица, 17 — доходный дом. 1905.
- Большой проспект Петроградской стороны, 10 — доходный дом. 1905 (левая часть — перестройка).
- 8-я Красноармейская улица, 5 — доходный дом. 1905.
- Чкаловский проспект, 19/Лахтинская улица, 32 — доходный дом. 1905.
- Улица Блохина, 4 — доходный дом. 1905. (?)
- Каменноостровский проспект, 10-12 — доходные дома Г. А. Александрова. 1905—1906. Участие. Фасады -А. Крыжановский.
- Большой проспект Петроградской стороны, 19 — доходный дом. 1905—1906.
- Мончегорская улица, 1, левая часть — Красносельская улица, 2, правая часть — доходный дом. 1906.
- Днепропетровская улица,21/Роменская улица, 13 — доходный дом. 1906.
- Чкаловский проспект,17/Гатчинская улица, 35 — доходный дом. 1907.
- Чкаловский проспект, 16 — доходный дом. 1908. Включено существовавшее здание театра.
- Каменноостровский проспект, 59/улица Чапыгина, 1 — доходный дом И. Агафонова. 1908—1909.
- Каменноостровский проспект, 50/Карповский переулок, 1 — доходный дом. 1909.
- Кронверкский проспект, 65а — Татарский переулок, 1 — доходный дом. 1909.
- Кронверкский проспект, 65/Съезжинская улица, 37 — доходный дом. 1910.
- Улица Воскова, 8/Малая Пушкарская улица, 5 — доходный дом. 1910.
- Большой проспект Петроградской стороны, 22-24 — доходный дом В. И. Колышко. 1911—1912.
- Социалистическая улица, 16 — доходный дом. 1912. Включен существовавший дом.
- Большая Пушкарская улица, 28/Шамшева улица, 2 — доходный дом. 1912.
- Лермонтовский проспект, 7/улица Союза Печатников, 12 — доходный дом Н. В. Печаткина. 1912—1914.
- Большой проспект Петроградской стороны, 18/улица Красного Курсанта, 1/Пионерская улица, 6 — доходный дом Н. Я. и Ф. Я. Колобовых. 1910-е. Завершен при участии А. Крыжановского.
- Чкаловский проспект, 18/Большая Зеленина улица, 14 — доходный дом. Перестройка. 1913—1914.

## Адреса
- Владел: Съезжинская улица, д.№ 35 и д.№ 37/Кронверкский проспект, д.№ 65.
- Жил: Большая Пушкарская улица, д.№ 28[1][2].